# Rafael Serrallet
Rafael Serrallet (Chirivella, Valencia, 14 de julio de 1971) es un guitarrista español. Destaca por su "excelente estilo musical, seguridad basada en la técnica y su personalidad encima del escenario. ". Ha sido calificado por la prensa como poseedor de "la magia de la guitarra española ". En 2018 Serrallet se convirtió en "el primer músico en haber dado conciertos en todos continentes " en un mismo año, incluyendo la Antártida y por ello se convirtió en Récord Guinness.

## Formación
Rafael Serrallet nació en Chirivella, Valencia. Sus primeros pasos en la guitarra clásica los dio junto al guitarrista Rodolfo Rodríguez en Salamanca. Más tarde en los años 90, continua sus estudios en los conservatorios de Torrent y de Carcaixent de la mano del guitarrista Santiago Gras. Finalizaría sus estudios junto al gran maestro José Tomás (discípulo y asistente del genial Andrés Segovia) obteniendo máximas calificaciones. Alarga su formación junto a destacados instrumentistas como David Russell, Manuel Barrueco, Alirio Díaz, Eliot Fisk, Joaquín Clerch, Hopkinson Smith, Leo Brouwer. Obtiene becas, como la del Instituto Valenciano de la Música que le permitió estudiar en California junto a los Romero y de la Academia Española en Roma, y el título de Doctor en Música por la Universidad Politécnica de Valencia, así como un Diploma en Estudios Avanzados (DEA - titulación superior al título de Máster) en Pedagogía Musical por la UNED.

## Otra formación
Completa su formación musical con la música coral. Estudia canto y dirección coral. Funda en 1991 la coral Andarella de Chirivella, y es cantante de formaciones corales valencianas incluyendo el Orfeó Valencià Navarro Reverter y el Coro de Valencia (en la actualidad Coro de la Generalidad Valenciana).

## Conciertos
Rafael Serrallet ha ofrecido "más de mil conciertos en cerca de ochenta países se ha convertido por méritos propios en uno de los embajadores de la música española en el mundo". Su amplia actividad concertística le ha llevado a países como España, Francia, Austria, Alemania, Reino Unido, Italia, Panamá, Brasil, Uruguay, Argentina, Perú, Bolivia, Chile, Jordania, Líbano, Croacia, Suiza, China, Japón, Vietnam (convirtiéndose en el primer músico español en presentarse en este país asiático), Indonesia, Canadá o Estados Unidos, actuando en auditorios de la categoría del Lincoln Center y el Carnegie Hall de Nueva York, Chicago Cultural Center, Auditorio Manuel de Falla en Asunción, Mozart Music Hall de Sao Paulo, Teatro Nacional de Croacia, Estudio Lutoslawski de la Radio Polaca, Teatro Nacional de Namibia, National Gallery de Ottawa, Liceo de Barcelona, entre otros.
Ha actuado junto a orquestas internacionales como la Filarmónica de Malasia, la Filarmónica de Ucrania, la Sinfónica de Panamá, la Filarmónica de Honduras, la Filarmónica de Transilvania, la Orquesta de Cámara de Novosibirsk, la Filarmónica de Marruecos o la Joven Orquesta de Rangún, con quien tuvo el privilegio de interpretar el primer concierto para guitarra y orquesta interpretado en Birmania.
Ha sido dirigido por Maestros de la talla de García Asensio, Alexander Polishchuk, Manuel Galduf, Igor Palkin, Andrés Valero-Castells, David Gálvez Pintado, César Álvarez, Óliver Díaz, Gevorg Sargsyan, entre otros. Sus conciertos son a menudo grabados y emitidos en radios y televisiones de diferentes países. Cuenta con varias grabaciones discográficas en el mercado que incluyen diversos estilos y en las que se encuentran algunas primeras grabaciones mundiales. Cabe destacar la grabación que junto a la Joven Orquesta de la Generalidad Valenciana realizó del Concierto Levantino de Manuel Palau.

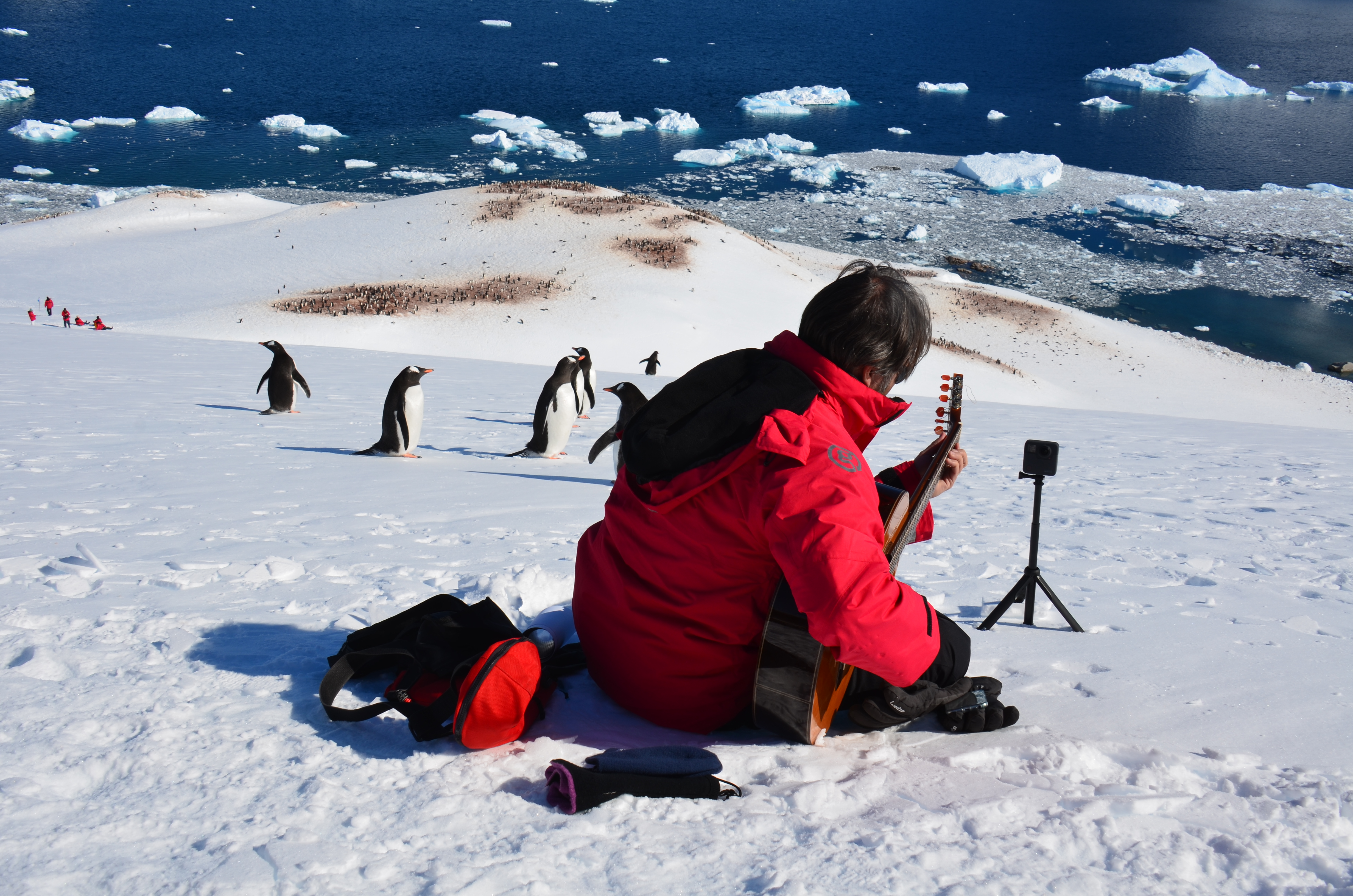
Rafael Serrallet tocando en la Antártida en 2018.

Rafael Serrallet es doctor en música por la Universidad Politécnica de Valencia y su tarea investigadora le ha llevado a preparar programas específicos que en diversas ocasiones han recibido el apoyo del Ministerio de Asuntos Exteriores y del Ministerio de Cultura, llevando a cabo giras con clases y conferencias con títulos como "La influencia de la música popular en la guitarra española", "La generación musical del 27" o "La guitarra en España". Su tesis doctoral titulada: "Manuel Palau. La llamada inapelable de la música: Concierto Levantino. Praxis interpretativa" obtuvo la calificación cum laude. Desde septiembre de 2005 a enero de 2011 dirige la cátedra de guitarra del Instituto Internacional de Música Ibérica, proyecto de cooperación que con el patrocinio de AECID y Ministerio de Cultura promueve la enseñanza de la guitarra clásica y acerca la música a conservatorios de Marruecos, Palestina, Jordania, Siria, Nicaragua, Honduras (Teatro Nacional Manuel Bonilla), etc.
En mayo de 2021 Serrallet estrenó una obra inédita: 'Doce balls [sic] nuevos para guitarra', una partitura que el propio Serrallet halló en los fondos de la Biblioteca del Senado y que se estrenó en un concierto en el Antiguo Salón de Sesiones del Senado. La pieza fue presentada por la propia presidenta del Senado, Pilar Llop.

## Profesor
Rafael Serrallet posee un Diploma de Estudios Avanzados en pedagogía musical por la UNED.
De 2006 a 2011 compagina sus actividades como concertista con la dirección pedagógica del Instituto Internacional de Música Ibérica, institución pedagógica y musical pionera en España que cuenta con el apoyo de la AECID y de un gran reconocimiento internacional.
Su actividad principal se fundamenta en las clases magistrales, aunque también ha trabajado en diversos conservatorios de España como profesor (Conservatorios de Santiago de Compostela y Orense, Conservatorio profesional de música de Liria). Algunos de sus alumnos, como el búlgaro Milén Petrov, han conseguido premios en concursos internacionales.
También ha impartido clases magistrales en universidades de todo el mundo: Hokuriku (Kanazawa – Japón), Escuela Universitaria de Música (Universidad de la República del Uruguay), Zagreb, Universidad Católica de Asunción (Paraguay), San Marcos de Lima (Perú), Universidad Nacional Autónoma de Honduras, Universidad de Santo Tomás en Manila, Rangsit University (Tailandia), Maryland (USA), etc.
Rafael Serrallet también ha sido jurado en concursos internacionales.

## Otras Músicas
Aparte de como solista, Rafael Serrallet ha hecho música de cámara con músicos como Jesús Salvador “Chapi” (vibráfono), Any Umedyan (violín), Javier Cárdenas (bandoneón), Manuel Beltrán (tenor) y junto a diversas formaciones corales e instrumentales.
Su curiosidad como intérprete le ha llevado a dar conciertos junto a músicos de otras culturas, como los laudistas marroquíes Driss el Maloumi, Abdelhak Tikroune, intérpretes de saung (arpa birmana), kissar (lira nubia), kora, balafon o colaboraciones con la orquesta árabe de Belén, la Orquesta árabe Saharaui, los músicos caboverdianos Kaku Alves y Manuel Candinho o incluso artistas urbanos como el rapero de Guinea Conakry Djanii Alpha.
Ha participado en actuaciones junto al rapsoda Rafael Taibo, el actor Domingo Chinchilla, la actriz Rosana Pastor y el modista Francis Montesinos en espectáculos que integraban la música, la poesía, la danza y el diseño. y con gente del mundo del Jazz como Jordi Vilà, Mat Baker, Paul Evans, Osvaldo Jorge, etc.
Además ha formado parte de espectáculos multidisciplinares en los que se combinan música, teatro y danza con profesionales de la talla de Toni Aparisi, Iris Pintos o Teatres de la Llum.
En junio de 2020 fue director artístico de "El despertar de las Artes" uno de los primeros espectáculos en vivo llevados a cabo tras el confinamiento y en "donde las artes escénicas y las plásticas se fusionaron en un evento que fue retransmitido a todo el mundo vía streaming. El simbólico acto contó con el apoyo de la Agencia Valenciana de Turismo, la Acadèmia Valenciana de la Llengua y el Instituto Valenciano de Cultura, a través del Circuit Cultural Valencià y la Filmoteca Valenciana", y que tuvo lugar en Llíria, Ciudad Creativa de la Música de la UNESCO, "reivindicando la cultura y la creatividad como factor estratégico para el desarrollo urbano sostenible".
La prestigiosa cantante y activista mauritana Malouma participó junto a él en un concierto realizado en junio de 2022 en Nuakchot.

## Premios
En diciembre de 2020 S.M. el Rey Felipe VI le concedió la cruz de la Orden de Isabel la Católica por su contribución a la difusión de la cultura y de la música española en el mundo. También está en posesión de la Medalla Regione Lazio que le fue otorgada en 2002 y en octubre de 2010 su localidad natal le concedió el “Premio Xirivella” como reconocimiento a su trayectoria artística. En octubre de 2016 es declarado Visitante Distinguido de la ciudad de Comayagua (Honduras), título otorgado por la Municipalidad de la ciudad y entregado por su alcalde D. Carlos Miranda tras un concierto ofrecido en dicha localidad hondureña. Tras unas clases magistrales llevadas a cabo en su gira a Omán en octubre de 2017 le fue concedida la Medalla de la Universidad Sultán Qaboos.
El 31 de agosto de 2019 fue el encargado de realizar el pregón de las fiestas de Xirivella, haciéndosele entrega de la insignia de la ciudad e incorporando su nombre en el libro de oro de la localidad y el 22 de noviembre de ese mismo año con motivos de las fiestas de Santa Cecilia el Círculo Instructivo Musical de Xirivella le hizo entrega de la Medalla de Oro de la institución por su contribución musical a la ciudad. En 2021 también fue distinguido por las localidades de Itagüí (Colombia) y San Miguelito (Panamá).

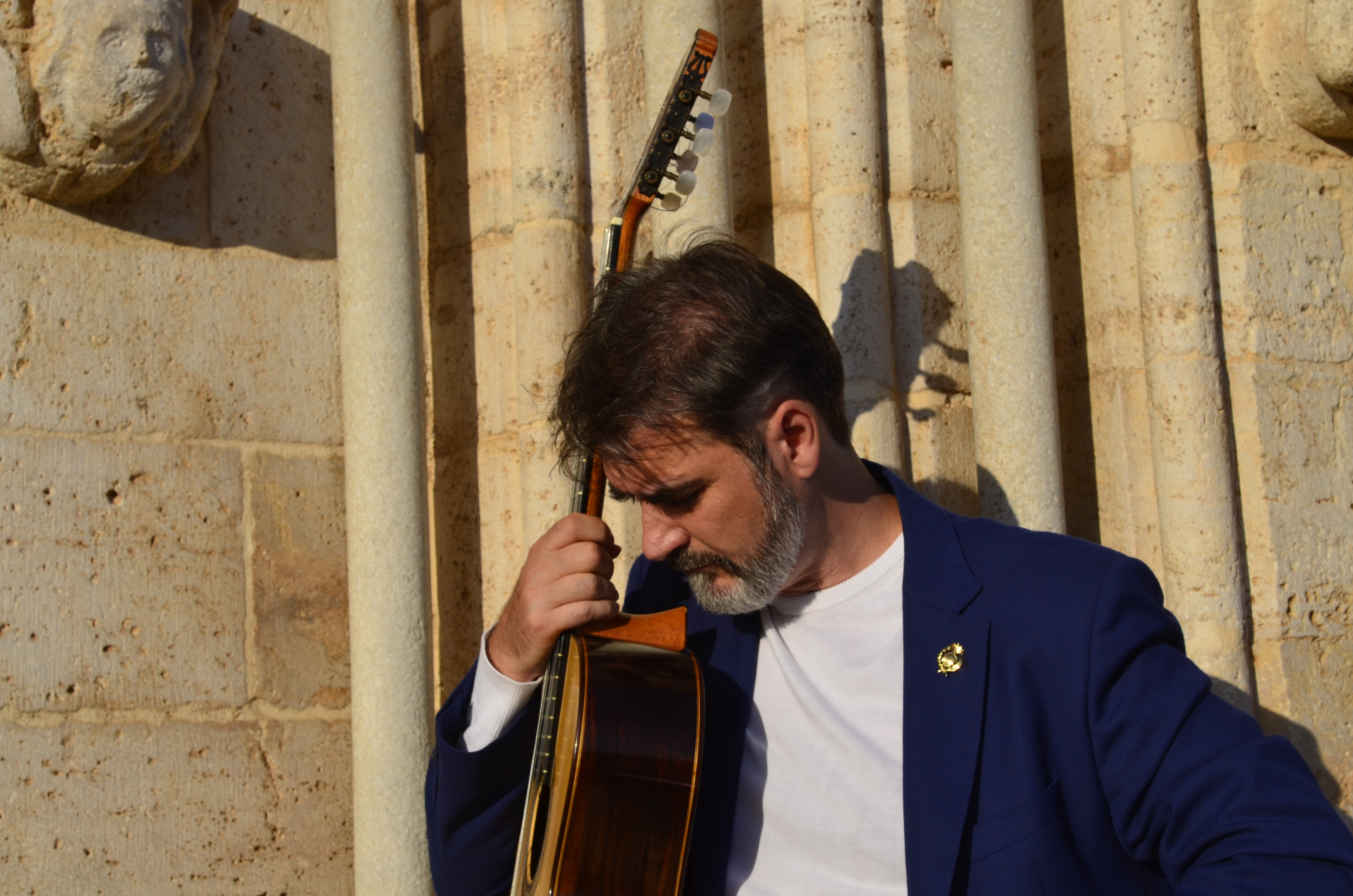
Rafael Serrallet en la iglesia de la Sangre en Llíria (Valencia) en 2020, luciendo la insignia de la ciudad de Xirivella

## Labor Solidaria
Su trayectoria artística se complementa con una vertiente comprometida y solidaria que le lleva a involucrarse en proyectos sociales de la más diversa índole en diversas partes del mundo. Ha realizado recolección de fondos para causas humanitarias, sociales y medioambientales y ha llevado a cabo conciertos, talleres y cursos en hospitales, prisiones, campos de refugiados, residencias de ancianos, escuelas, centros de discapacitados, donde comparte su pasión por la música con grupos de personas desfavorecidas. 

## Discografía
Ha realizado multitud de grabaciones discográficas, como solista, con orquesta y en diferentes agrupaciones. Su disco “Federico García Lorca y la guitarra” que contó con el apoyo de la Fundación García Lorca y fue parte del programa oficial de actividades, recoge nueve primeras grabaciones mundiales. 
- Cuatro siglos y medio de guitarra en España. (Chiquilla 1996)
- Federico García Lorca y la guitarra (Contraseña 1998)
- Mestizaje (Ars Harmonica 1999)
- Rafael Serrallet (Ars Harmonica 1999)
- Rafael Serrallet live in Chicago (Música Maestro 2006)
- Llevantins: Música para guitarra de compositores valencianos (Música Maestro 2006)
- Don Quixote: Música y poesía (Música Maestro 2007)
- Música Cervantina. Guitarra barroca y vihuela. (Música Maestro 2006)
- Tarab (Música Maestro 2006)
- Caprice (AG 2010)
- Conciertos (IVM 2012) (Junto a la JOGV).
- Guitar Magic (SG 2018)